# Hans Rueß
Hans Rueß (* 31. Januar 1901 in Esslingen am Neckar; † 25. Oktober 1974 ebenda) war ein deutscher Politiker (KPD) und im Widerstand gegen den Nationalsozialismus.

## Leben
Rueß war in der Zeit der Weimarer Republik Stadtrat der KPD in Esslingen. Nach dem Stuttgarter Kabelattentat am 15. Februar 1933 zur Verhinderung einer Rundfunkansprache Adolf Hitlers in Stuttgart entwarf er zusammen mit Willi Bohn ein Flugblatt, um die Bevölkerung darüber aufzuklären.
Wegen seines politischen Widerstand gegen die NS-Diktatur wurde er 1933 verhaftet und bis 1936 im KZ Heuberg, im KZ Oberer Kuhberg und im KZ Dachau gefangen gehalten. Von 1939 bis 1945 war er Häftling im KZ Buchenwald und wurde 1945 durch die 3. US-Armee befreit.
Nach der Befreiung engagierte er sich erneut in der KPD. Er war von 1946 bis 1973 Mitglied im Kreistag und von 1946 bis 1947 auch im Kreisrat des Landkreises Esslingen, wurde 1946 in die Verfassunggebende Landesversammlung Württemberg-Baden gewählt, war von 1946 bis 1950 Abgeordneter im ersten Landtag von Württemberg-Baden und von 1952 bis 1956 Mitglied der Verfassunggebenden Landesversammlung bzw. des ersten Landtages von Baden-Württemberg.
In den 1950er Jahren war er Gemeinderatsmitglied in Esslingen.
Rueß war Mitglied der Vereinigung der Verfolgten des Naziregimes. Er beteiligte sich 1968 an der Neukonstituierung der Deutschen Kommunistischen Partei.
Er war seit 1947 verheiratet mit Paula Rueß.

## Schriften (Auswahl)
- Betriebsräte-Handbuch zum Württ-Bad Gesetz Nr. 726 über die Beteiligung der Arbeitnehmer an der Verwaltung und Gestaltung der Betriebe der Privatwirtschaft und weiteren zugehörigen Gesetzen und Verordnungen. Heilbronn 1949